# Đàn áp chính trị
Đàn áp chính trị là hành động của một thực thể nhà nước kiểm soát công dân bằng vũ lực vì lý do chính trị, đặc biệt là vì mục đích hạn chế hoặc ngăn chặn khả năng tham gia vào đời sống chính trị của một xã hội nào đó, qua đó làm giảm vị thế của họ với các công dân khác.
Nó thường được biểu hiện thông qua các chính sách thâm độc, chẳng hạn như vi phạm quyền con người, lạm dụng giám sát, sự tàn bạo của cảnh sát, bỏ tù, di cư không tự nguyện, tước quyền công dân, thanh trừng, và hành động bạo lực hoặc khủng bố như giết người, tử hình không qua tòa án, tra tấn, buộc phải biến mất và các hình phạt bất công đối với các nhà hoạt động chính trị, các nhà bất đồng chính kiến, hoặc quần chúng nói chung. Sự đàn áp chính trị cũng có thể được củng cố bằng các biện pháp bên ngoài các chính sách chính thức bằng văn bản, chẳng hạn như quyền sở hữu phương tiện truyền thông công cộng và tư nhân và phương thức tự kiểm duyệt trong cộng đồng.
Khi sự đàn áp chính trị được nhà nước tổ chức và thi hành, nó có thể tạo thành khủng bố nhà nước, diệt chủng, thảm sát chính trị hoặc tội ác chống lại loài người. Đàn áp chính trị có hệ thống và bạo lực là một đặc điểm điển hình của chế độ độc tài, nhà nước toàn trị và các chế độ tương tự. Hành vi đàn áp chính trị có thể được thực hiện bởi lực lượng cảnh sát bí mật, quân đội, nhóm bán quân sự hoặc các đội tử thần. Các hoạt động đàn áp cũng đã được tìm thấy trong bối cảnh dân chủ. Điều này thậm chí có thể bao gồm thiết lập các tình huống trong đó cái chết của mục tiêu đàn áp là kết quả cuối cùng.
Nếu đàn áp chính trị không được thực hiện với sự chấp thuận của nhà nước, một bộ phận của chính phủ vẫn có thể chịu trách nhiệm. Một ví dụ là các hoạt động của FBI COINTELPRO tại Hoa Kỳ trong khoảng thời gian từ 1956 đến 1971.
Ở một số nhà nước, "đàn áp" có thể là một thuật ngữ chính thức được sử dụng trong pháp luật hoặc tên của các tổ chức chính phủ. Ví dụ, Liên Xô có chính sách pháp lý đàn áp phe đối lập chính trị được quy định trong bộ luật hình sự và Cuba dưới thời Fulgencio Batista có một cơ quan cảnh sát bí mật chính thức đặt tên là "Cục đàn áp các hoạt động cộng sản ".